# Jean Magon de la Fontaine-Roux
Pour les autres membres de la famille, voir Famille Magon.
Jean Magon, seigneur de la Fontaine-Roux (Saint-Malo le 16 décembre 1619 et mort à Saint-Malo le 23 janvier 1699), est un armateur et magistrat malouin, ancêtre de la branche cadette de la famille Magon.

## Biographie
Jean Magon est le fils unique issu du mariage d'Alain Magon (1569-1642), sieur de La Bréhaudais, et de sa seconde épouse Perrine Rogues (morte en 1653) dame de la Villebague et de Tréguery. Il est le demi-frère cadet de Nicolas Magon de la Lande (1604-1661), père de Nicolas Magon I de La Chipaudière et de Jean Magon de la Lande, ancêtre de la branche ainé de la famille Magon. 
Il obtient la charge de conseiller au Parlement de Bretagne en 1687.
De son union le 22 septembre 1644 avec Guyonne Nepveu de Ville-Poulet (1627-1698), fille de François Nepveu, sieur de La Motte-aux-Anges, et d'Olive Trublet, et sœur de François Nepveu, sont issus:
- Jean Magon de la Villebague (1648-1737), lieutenant de la louveterie du roi en Bretagne, marié à Hélène Éon, dont postérité (dont son petit-fils René Magon de La Villebague)
- Hélène Magon de la Ville-Poulet, épouse de l'armateur André Marion, sieur du Fresne (grands-parents de Marc Joseph Marion du Fresne)
- Nicolas Magon de la Ville-Poulet (1659-1749), capitaine corsaire, dont postérité avec la lignée Magon de la Villehuchet (dont son petit-fils Nicolas-François Magon de la Villehuchet)
- Alain Magon de l'Espinay (27 juillet 1661 - † 4 juin 1699), négociant, qui épouse en 1691 Marie Le Breton (1668-1712) dont une fille unique 
  - Marie Gertrude Magon de l'Espinay (29 décembre 1692 - † 1772) qui épouse en 1709 son cousin de la branche ainée François-Auguste Magon de la Lande.
- Julien Magon de Trégueury (1668-1742), chanoine et théologal de Saint-Malo, archidiacre de Dinan

## Source
- Ernest Le Barzic, À Saint-Malo les Magons, Édition réimprimée Découvrance, 1974  (ISBN 9782842652029).
- André Lespagnol, Messieurs de Saint Malo: une élite négociante au temps de Louis XIV, Presses Universitaires de Rennes (1997) deux Tomes  (ISBN 2 86 847229 X)